# Колмъявр
Ко́лмъявр (также Колмозеро, Колм-явр) — озеро в Ловозерском районе Мурманской области, расположенное в центре Кольского полуострова, юго-восточнее Поросозера. Относится к бассейну Баренцева моря, в который имеет сток через реку Иоканга.
Топоним Колмозеро, Колмъявр восходит к саамскому слову «коллм», означающем числительное «три».
Площадь зеркала — 13,9 км² (по другим данным — 14,8 км²). Площадь водосбора — 336 км². Высота над уровнем моря — 215,6 м. Длина озера составляет около 9,4 км при максимальной ширине 4,2 км в западной части.
Имеет неправильную форму, с сильно изрезанной береговой линией на западе и умеренно — на северо-востоке. Помимо нескольких ручьёв на северо-западе впадает река Иоканга, которая вытекает на востоке. Имеется несколько островов, в том числе относительно крупный в западной части. На берегах — холмы высотой до 279,6 м (гора Самолётная). Берега покрыты тундровой, лесотундровой и болотной растительностью.
Код водного объекта в государственном водном реестре — 02010000911101000005342.